# Cady-Nunatak
Der Cady-Nunatak ist ein Nunatak im westantarktischen Marie-Byrd-Land. In den Allegheny Mountains der Ford Ranges ragt er 5 km östlich des Mount Zeigler auf.
Der United States Geological Survey kartierte ihn anhand eigener Vermessungen und Luftaufnahmen der United States Navy aus den Jahren von 1959 bis 1965. Das Advisory Committee on Antarctic Names benannte den Nunatak 1970 nach Frederick Marvin Cady (1936–2015), Ionosphärenphysiker des United States Antarctic Research Program auf der Byrd-Station im Jahr 1968.